# São Gonçalo do Amarante (Rio Grande do Norte)
São Gonçalo do Amarante (amtlich portugiesisch Município de São Gonçalo do Amarante) ist eine brasilianische Gemeinde in der Metropolregion Natal im Bundesstaat Rio Grande do Norte im Nordosten des Landes. Es hat eine territoriale Fläche von 249,8 km² (2019). Das IBGE schätzte zum 1. Juli 2020 eine Einwohnerzahl von 103.672 Bewohnern, die Gonçalenser (gonçalenses) genannt werden. Der Internationale Flughafen von Natal befindet sich im Gemeindegebiet.

## Geographie
Umliegende Orte sind Natal (im Osten), Macaíba (im Süden), Ceará-Mirim und Extremoz (im Norden) und Ielmo Marinho (im Westen). Die Entfernung zur Hauptstadt Natal beträgt 17 km.

Umliegende Orte von São Gonçalo do Amarante.

Der Rio Potengi durchfließt das Gemeindegebiet, bevor er sich weiter durch Natal in den Südatlantik entwässert.
Das Biom besteht zu rund 94 % aus Caatinga und rund 6 % aus Mata Atlântica.
Der Munizip liegt im Vieleck der Trockenheit (Polígno das Secas), die betroffenen Staaten und Städte unterliegen der seit Mitte des 19. Jahrhunderts von Ceará ausgehenden Desertifikation in Richtung Norden. Kennzeichen, von denen auch São Gonçalo do Amarante betroffen ist, sind die allgemeine Unterentwicklung, Dürre mit Erntekatastrophen und mangelnde Wasserversorgung.

### Klima
Die Stadt hat tropisches Savannenklima (Aw) nach der Klimaklassifikation nach Köppen und Geiger. Die Durchschnittstemperatur ist 25,6 °C. Die durchschnittliche Niederschlagsmenge liegt bei 1252 mm im Jahr. Die Wintermonate weisen weniger Niederschlag auf als die Sommermonate.
|                   | Jan  | Feb | Mär  | Apr  | Mai  | Jun  | Jul  | Aug  | Sep  | Okt  | Nov  | Dez  |   |      |
| Temperatur (°C)   | 26,9 | 27  | 26,7 | 26,3 | 25,5 | 24,5 | 23,9 | 24,1 | 24,8 | 25,6 | 26,1 | 26,5 | Ø | 25,6 |
| Niederschlag (mm) | 57   | 98  | 184  | 204  | 179  | 194  | 159  | 89   | 40   | 17   | 16   | 25   | Σ | 1252 |

## Geschichte
Vor der Besiedelung durch Europäer wurde das Gebiet, das der heutigen Gemeinde São Gonçalo do Amarante entspricht, von den Indios der Potiguaras bewohnt. Bereits im 17. Jahrhundert wurde die Gegend um den Rio Potengi besiedelt, rechtlich gehörte es zum Kapitanat Pernambuco. Die Niederländer kontrollierten mit ihrer Kolonie Niederländisch-Brasilien von 1630 bis 1654 den Nordosten Brasiliens. 1645 kam es zum Massaker von Cunhaú und Uruaçu durch die calvinistischen Niederländer an den katholischen Siedlern. Erst nach der Niederlage und Abzug der Niederländer kam es zu einer Neubesiedlung vorwiegend aus Pernambuco.
1833 war die Strukturentwicklung so weit, dass die politisch-administrative Autonomie angestrebt werden konnte. Der Ort erhielt den Status eines Vila und konnte aus Natal, zu dem es bis jetzt gehörte, ausgegliedert werden. Eine Cholera-Epidemie dezimierte fast die gesamte Bevölkerung, was zur Rückstufung auf Dorfniveau führte. 1874 erhielt es erneut Stadtrechte, verlor diese nach fünf Jahren wieder und wurde zu einem nördlichen Distrikt von Macaíba (Distrito de Felipe Camarão). Am 11. Dezember 1958 wurde mit Gesetz Nr. 2.323 die Gemeinde aus Macaíba ausgegliedert und zum selbstverwaltenden Município de São Gonçalo do Amarante erhoben.
Namenspatron wurde für den heutigen Ort wie auch für andere Städte in Brasilien Gonçalo de Amarante (1187–1262), ein heiliggesprochener portugiesischer Kirchenpatron.

## Demografie
Die Bevölkerung betrug nach der Volkszählung des IBGE von 2010 87.668 Einwohner. Die Zahl wurde vom IBGE zum 1. Juli 2020 auf 103.672 Bewohner geschätzt, die Bevölkerungsdichte erhöhte sich von 357 im Jahr 2010 auf 407 Ew. pro km² im Jahr 2018.
Sie verteilte sich im Jahr 2010 auf 74.099 Personen im besiedelten Ortsbereich, dem urbanen Raum, und auf 13.569 Personen im weitflächigen ruralen Raum und Waldbereich.
| Gruppe                  | Anzahl 2000 | Anzahl 2010 | Anmerkung                       | Urban 2000 | Rural 2000 | Urban 2010 | Rural 2010 |
| ----------------------- | ----------- | ----------- | ------------------------------- | ---------- | ---------- | ---------- | ---------- |
| Pardos („Mischrassige“) | 44.688      | 51.972      | Mulatten, Mestizen              | 6.120      | 38.568     | 41.942     | 10.030     |
| Brancos                 | 19.128      | 27.321      | Weiße, Nachfahren von Europäern | 2.540      | 25.044     | 16.587     | 2.277      |
| Pretos                  | 5.055       | 7.184       | Schwarze                        | 964        | 4.092      | 6.084      | 1.100      |
| Amarelos                | 30          | 1.152       | Asiaten                         | 0          | 30         | 1.001      | 151        |
| Indígenas               | 182         | 39          | indigene Bevölkerung            | 117        | 64         | 28         | 12         |
| ohne Angabe             | 352         | 0           |                                 | 56         | 276        | 0          | 0          |

Ethnische Gruppen nach der statistischen Einteilung des IBGE. Quelle für Bevölkerungszusammensetzung:

### Bevölkerungsentwicklung
Quelle: Sonderfall: Das Justizverfahren Nr. 0813188-75.2017.4.05.8400 vermerkt für 2020 eine schwankende Einwohnerzahl zwischen 101.881 und 115.464 Bewohnern.

## Stadtverwaltung
Die Stadtpolitik geschieht durch die Stadtpräfektur (prefeitura municipal), bestehend aus dem Bürgermeister und seinen Kabinettssekretären, und einem Stadtrat (câmara municipal) aus 17 gewählten Stadtverordneten (vereadores).
Bei der Kommunalwahl in Brasilien 2016 wurde Paulo Emidio de Medeiros des heute in Partido Liberal (PL) umbenannten Partido da República (PR) für die Amtszeit von 2017 bis 2020 zum Stadtpräfekten gewählt.

## Söhne und Töchter der Stadt
- Ademilde Fonseca (1921–2012), Sängerin
- Priscila (* 2004), Fußballspielerin